# Live at the Checkerboard Lounge, Chicago 1981
Live at the Checkerboard Lounge, Chicago 1981 je společné koncertní album britské rockové skupiny The Rolling Stones a bluesového zpěváka a kytaristy Muddyho Waterse, které vyšlo v roce 2012. Album bylo nahráváno v chicagském bluesovém klubu Checkerboard Lounge, ve kterém tehdy vystupoval Waters se svou doprovodnou kapelou a poté se k němu přidali jako hosté někteří členové Rolling Stones, kteří se v Chicagu zastavili během svého turné po Spojených státech v roce 1981.

## Seznam skladeb
| Pořadí | Skladba                | Délka |
| ------ | ---------------------- | ----- |
| 1.     | introdukce             | 1:44  |
| 2.     | "You Don't Have to Go" | 5:43  |
| 3.     | "Baby Please Don't Go" | 11:00 |
| 4.     | "Hoochie Coochie Man"  | 4:18  |
| 5.     | "Long Distance Call"   | 4:49  |
| 6.     | "Mannish Boy"          | 10:25 |
| 7.     | "Got My Mojo Workin'"  | 3:18  |
| 8.     | "Next Time You See Me" | 11:00 |
| 9.     | "One Eyed Woman"       | 9:44  |
| 10.    | "Clouds in My Heart"   | 6:22  |
| 11.    | "Champagne and Reefer" | 6:58  |

## Obsazení
Muddy Waters and his Band
- Muddy Waters – zpěv, kytara
- Rick Kreher - kytara
- John Primer – kytara
- Lovie Lee – piáno
- Earnest Johnson – baskytara
- Ray Allison – bicí
- George "Mojo" Buford – harmonika

Hosté
- Mick Jagger – zpěv
- Keith Richards – kytara
- Ronnie Wood – kytara
- Ian Stewart – piáno
- Buddy Guy – zpěv, kytara
- Lefty Dizz – zpěv, kytara
- Junior Wells – zpěv, harmonika
- Rick Kreher – kytara
- Nick Charles – baskytara